# Franz Joseph Stalder

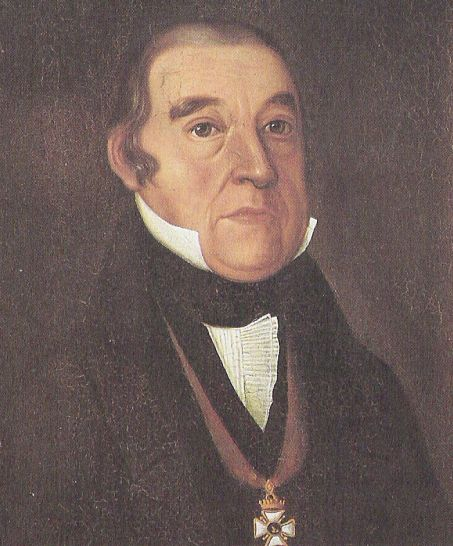
Franz Joseph Stalder

Franz Joseph Stalder Xaver Ignaz (Luzern, 14 september 1757 – Beromünster, 25 juli 1833) was een Zwitsers katholiek geestelijke, pedagoog en dialectoloog.

## Biografie
Stalder stamde uit een oud gezin uit Luzern. Zijn vader heette Jakob Anton Stalder en zijn moeder was Maria Theresia Stalder. Hij volgde onderwijs in zijn geboorteplaats en werd in 1780 tot priester gewijd. Vervolgens was hij in meerdere gemeenten werkzaam als vicaris. Van 1785 tot 1792 was hij dominee in Romoos en daarna tot 1822 dominee in Escholzmatt. Naast zijn werkzaamheden als pastor wijdde hij zich als schoolopziener van het district Entlebuch. Hij wilde namelijk de "Volksschule" reformeren.
Stalder was als auteur en wetenschapper als tijdens leven tot over de landgrenzen bekend. In 1797 en 1798 verschenen zijn beschouwingen over folklore in Entlebuch. Als taalkundige publiceerde hij in 1806 en 1812 de twee-bandige Versuch eines schweizerischen Idiotikon (vertaling: poging tot een Zwitsers dialectenwoordenboek). Oorspronkelijk op aansporing van de Franse minister van binnenlandse zaken schreef hij een idioticon over de Zwitserse streektalen, waarin hij de gelijkenis De verloren zoon in 73 streektalen verzamelde. Hij beschikte in het binnenland over een groot informantennetwerk. Met talrijke Duitse linguïsten hield hij briefcontact, zoals met de gebroeders Grimm, August Wilhelm von Schlegel en Friedrich von Schlegel, Ludwig Uhland en Johann Peter Hebel.
Op grond van klachten van ouderdom verhuisde hij in 1822 als seculiere kanunnik terug naar Beromünster. Vervolgens werkte hij tot 1832 aan een verbeterde versie van het dialectenwoordenboek. Het manuscript liet de basis van de Zwitserse linguïstiek zien en werd pas in 1994 gedrukt.

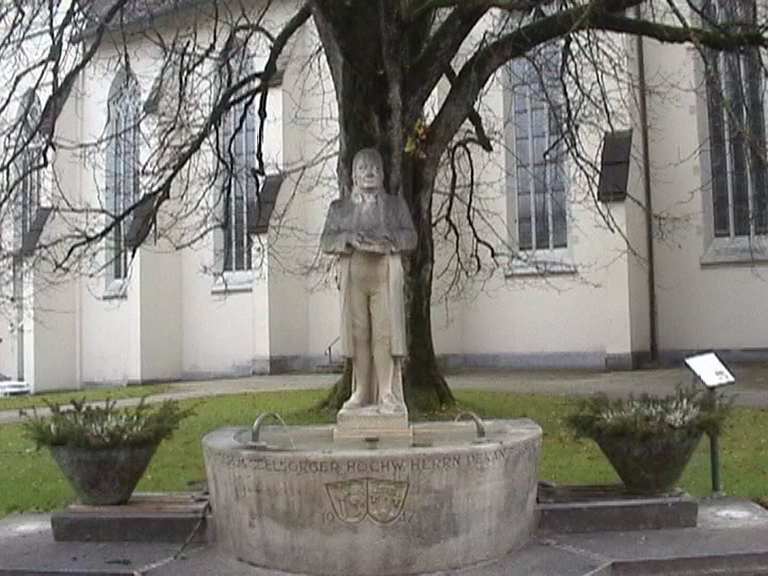
Herdenkingsfontein in Escholzmatt

Stalder is met zijn pionierswerk de stichter van de Zwitserse dialectologie.

## Publicaties (selectie)
- Fragmente über Entlebuch (Zürich, 1797/1798)
- Versuch eines schweizerischen Idiotikon, mit etymologischen Bemerkungen (Bazel en Aarau, 1806/1812)
  - Schweizerisches Idiotikon (uitgever van Niklaus Bigler, Aarau, 1994. ISBN 3-7941-3651-9)
- Die Landessprachen der Schweiz, mit kritischen Sprachbemerkungen. Nebst der Gleichnissrede vom verlorenen Sohn in allen Schweizermundarten (Aarau, 1819)